# Gomphoides perdita
Gomphoides perdita – gatunek ważki z rodziny gadziogłówkowatych (Gomphidae). Występuje na terenie Ameryki Południowej.